# Peter Lönn
Peter Roland Mikael Lönn (Norrköping, 13 juli 1961) is een voormalig Zweeds voetballer. Hij speelde als verdediger en sloot zijn profloopbaan in 1992 af bij IFK Norrköping. Lönn werd viermaal Zweeds landskampioen met IFK Göteborg.

## Interlandcarrière
Lönn speelde in totaal zeven interlands voor het Zweeds voetbalelftal. Onder leiding van bondscoach Olle Nordin maakte hij zijn debuut op 18 april 1987 in de vriendschappelijke wedstrijd in Tbilisi tegen de Sovjet-Unie (1-3), net als Anders Limpar (Örgryte IS). Hij kende een ongelukkig debuut, want Lönn maakte in die wedstrijd een eigen doelpunt. In 1988 vertegenwoordigde Lönn zijn vaderland bij de Olympische Zomerspelen in Seoel. Daar scoorde hij tweemaal in de voorronde. Zweden werd in de kwartfinale uitgeschakeld door Italië (1-2).

## Erelijst
IFK Göteborg
- Zweeds landskampioen

1982, 1983, 1984, 1987
- UEFA Cup

1987
 IFK Norrköping
- Zweeds landskampioen

1989